# Când soarele răsare
Când soarele răsare (titlu original: în engleză What If God Were the Sun?, cu sensul de Dacă Dumnezeu ar fi Soarele?) este un film american de televiziune din 2007 regizat de Stephen Tolkin și cu Lacey Chabert și Gena Rowlands în rolurile principale. Scris de Janet Dulin Jones și Jamie Pachino, bazat parțial pe un roman de John Edward⁠(d), filmul prezintă o asistentă dedicată a cărei viață este perturbată de moartea tatălui ei. După ce și-a pierdut slujba, ea găsește confort și inspirație⁠(d) în îngrijirea unei femei în stadiu terminal⁠(d), cu o inteligență peste medie și o credință puternică. Când soarele răsare a fost difuzat inițial de Lifetime Television pe 14 mai 2007.

## Rezumat
Jamie este asistentă la urgențe care se pregătește pentru nunta ei viitoare. Când tatăl ei, polițist, moare neașteptat într-o cameră de spital alăturată celei în care ea îngrijește un pacient, durerea îi consumă viața, afectându-i grav performanța la locul de muncă și relația cu logodnicul. 
Abia când o întâlnește pe Melissa, care înfruntă moartea deoarece are cancer, cu o perspectivă însorită și o credință neclintită în Dumnezeu, Jamie începe să facă față sentimentelor ei și să-și pună la îndoială convingerile religioase, inclusiv convingerea că viața de apoi nu există.

## Distribuție
- Lacey Chabert⁠(d) – Jamie Spagnoletti
- Gena Rowlands – Melissa Eisenbloom
- Sam Trammell⁠(d) – Jeff
- Sarah Rafferty⁠(d) – Rachel Eisenbloom
- Klea Scott – Carmen
- Amanda Brugel – Lupe
- Diana Reis – Katherine
- Kim Roberts – Maricela
- Maria Ricossa – Alma
- Illya Torres-Garner – Raul
- Ernesto Griffith – căpitanul Herbert
- Yogesh Chotalia – Dr. Browning
- David Stuart Evans – Michael
- Robert Marshall – Orlando
- Jan Skene – Dr. Greenberg

## Recepție
În recenzia sa din Variety, Laura Fries a spus: „Rowlands este cu ușurință cel mai bun lucru din film și se confruntă cu numeroasele sale provocări, inclusiv clișee și dialoguri colosal de proaste, dar reputația ei rămâne destul de nevătămată...” 
Marilyn Moss de la The Hollywood Reporter a observat: „Părțile filmului nu au întotdeauna sens din punct de vedere al poveștii  ... totuși, cui îi pasă de chestiuni atât de mici dacă înseamnă să o urmărești pe Gena Rowlands pe ecran?

## Nominalizări
Pentru interpretarea ei, Gena Rowlands a fost nominalizată la Premiul Emmy pentru cea mai bună actriță într-un miniserial sau film și la Premiul Sindicatului Actorilor pentru cea mai bună actriță într-o miniserie sau un film de televiziune.